# Winétt de Rokha
Winétt de Rokha, pseudònim de Luisa Anabalón Sanderson (Santiago, 7 de juliol de 1894 - Ibídem, 7 d'agost de 1951), va ser una poeta xilena. També va tenir una vida política activa, com a membre del Partit Comunista de Xile.

## Primers anys
Va néixer amb el nom de Luisa Anabalón Sanderson. Era filla del coronel d'exèrcit Indalecio Anabalón i Urzúa i de Luisa Sanderson Mardones, el pare del qual va ser el políglota i gramàtic Domingo Sanderson, traductor d'autors clàssics, com Safo de Lesbos i Ovidio. Va cursar l'educació bàsica en el Liceu núm. 3 de Santiago de Xile.

## Activitat literària i pseudònims
La seva incursió en el medi literari va començar quan tot just tenia quinze anys, amb la publicació de versos d'influència parnassiana i simbolista dedicats a Francesc d'Assís, a la revista Zig-Zag, que va signar com a Luisa Anabalón Sanderson. Després s'acostaria a les avantguardes i al surrealisme.
La seva obra engloba poemes clàssics, construïts en sonets tradicionals, obres dramàtiques, prosa poètica, textos de crítica literària, i articles d'actualitat política o cultural.
El 1915 va aparèixer el poemari Lo que me dijo el silencio i, tot seguit, el llibre de prosa poètica Horas de sol, tots dos signats amb el pseudònim Juana Inés de la Cruz.

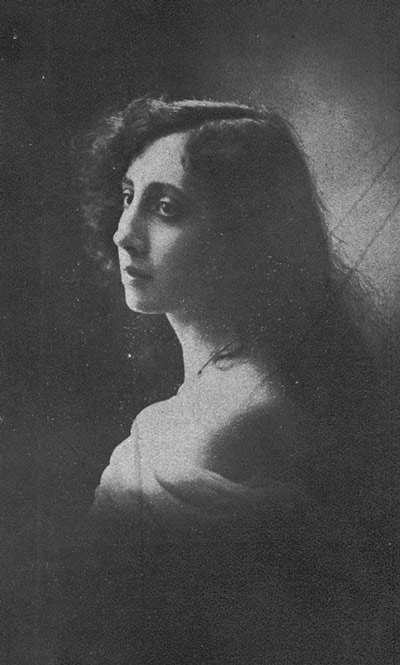
Fotografía que apareix al llibre Lo que me dijo el silencio.

Va formar part de l'equip de redacció de la revista Multitud, com a secretària de redacció i com a col·laboradora freqüent. I també va escriure a les revistes Numen i Claridad, on publicà els primers poemes que va signar com a Winétt de Rokha. També amb aquest pseudònim van aparèixer els següentsː Formas del sueño (1927), Cantoral (1936), l'obra más estudiada dins de les avantguardes xilenes, i Oniromancia (1943). L'última obra, El valle pierde su atmósfera (1949), va aparèixer contingut dins d'un llibre signat pel seu marit.
També va fer servir els pseudònims Marcel Duval Montenegro, per signar articles polèmics, i Federico Larrañaga, per a la seva obra pictòrica.

## Vida personal
El 1914, va enviar el seu poemari Lo que me dijo el silencio al poeta Pablo de Rokha, sota el seu pseudònim de llavors: Juana Inés de la Cruz. Malgrat que el poeta el va criticar amb certa duresa, no va poder evitar sentir-se interessat per ella, i va viatjar des de Talca a Santiago per trobar-la. A l'octubre de 1916 es van casar i a partir de llavors ella adoptà el pseudònim literari de Winétt de Rokha. Va tenir diversos fillsː Carlos (poeta), Lukó (pintora), Tomás, Juana Inés, José (pintor), Pablo, Laura i Flor.
El 1944, el president Juan Antonio Ríos va nomenar Pablo de Rokha ambaixador cultural de Xile a Amèrica, amb la qual cosa tots dos van emprendre un viatge perllongat per 19 països del continent. En una escala a Argentina es va assabentar que Gabriel González Videla havia estat elegit president de Xile (González Videla va dictar la Llei de Defensa de la Democràcia, coneguda també com a "Llei Maleïda", i va començar un període de repressió contra el Partit Comunista).
Winétt de Rokha va tornar a Xile el 1949, ja malalta, juntament amb el seu marit, i va morir de càncer el 1951. El 1953, Pablo de Rokha va publicar Fuego negro, una elegia d'amor dedicada a la seva dona.

## Obres
- 1914 - Horas de sol
- 1915 - Lo que me dijo el silencio
- 1927 - Formas de sueño
- 1936 - Cantoral
- 1943 - Oniromancia
- 1949 - El valle pierde su atmósfera

i pòstumamentː
- 1951 - Suma y destino
- 1952 - Mundo de figuras (recull de la seva obra teatral, periodística i narrativa)
- 1953 - Antología